# Diocesi di Simittu
La diocesi di Simittu (in latino Dioecesis Simitthensis) è una sede soppressa e sede titolare della Chiesa cattolica.

## Storia
Simittu, corrispondente all'odierna Chemtou nei pressi di Jendouba in Tunisia, è un'antica sede episcopale della provincia romana dell'Africa Proconsolare, suffraganea dell'arcidiocesi di Cartagine.
Sono solo due i vescovi documentati di Simittu. Il cattolico Bennato prese parte alla conferenza di Cartagine del 411, che vide riuniti assieme i vescovi cattolici e donatisti dell'Africa romana; la sede in quell'occasione non aveva vescovi donatisti. È a questo vescovo che probabilmente sant'Agostino di Ippona scrisse due lettere. Un altro vescovo Bennato assistette al concilio antimonotelita del 646. Il vescovo Adeodato, attribuito da Morcelli a questa sede, appartiene invece alla diocesi di Simidicca.
Dal 1933 Simittu è annoverata tra le sedi vescovili titolari della Chiesa cattolica; dall'11 luglio 2014 il vescovo titolare è Joseph Ha Chi-shing, O.F.M., vescovo ausiliare di Hong Kong.

## Cronotassi dei vescovi
- Bennato I † (menzionato nel 411)
- Bennato II † (menzionato nel 646)

## Cronotassi dei vescovi titolari
- Joseph Arthur Papineau † (3 gennaio 1968 - 15 febbraio 1970 deceduto)
- Joseph Maximilian Mueller † (15 ottobre 1970 - 13 gennaio 1971 dimesso)
- Antonio Sahagún López † (31 ottobre 1973 - 31 ottobre 2005 deceduto)
- Meron Mazur, O.S.B.M. (21 dicembre 2005 - 12 maggio 2014 nominato eparca dell'Immacolata Concezione di Prudentópolis)
- Joseph Ha Chi-shing, O.F.M., dall'11 luglio 2014